# Alessandro Mangiarratti
Alessandro Mangiarratti (Bellinzona, 15 settembre 1978) è un allenatore di calcio ed ex calciatore svizzero, di ruolo difensore.

## Carriera
Debuttò nel 1999 nel Bellinzona, formazione svizzera allora in Lega Nazionale B, disputando 7 incontri prima di passare in prestito allo Sciaffusa nel gennaio del 2000. Tornato a Bellinzona nell'estate successiva, venne ceduto ancora nel gennaio del 2001 al Grasshopper Club Zürich, dove giocò con la seconda squadra in Prima Lega fino all'ottobre successivo, mese in cui passò al Wil. 
Con la squadra del Canton San Gallo conquistò la promozione in Lega Nazionale A, nella quale disputò 40 gare per poi lasciare la Svizzera nel gennaio del 2004, giocando prima nel club portoghese Belenenses e poi con i messicani del Atlas de Guadalajara. 
Tornò in patria, in Prima Lega nelle file del Locarno, sempre nel 2004. Conquistò con i ticinesi la promozione nella Challenge League e vi disputò 28 gare nel 2005-2006. 
Nel 2006 è passato all'AC Bellinzona con cui, nel 2008, ha conquistato il secondo posto nella Coppa Svizzera e la promozione in Super League, tornandovi dunque a giocare dopo l'esperienza del 2002-2003 con il Wil.
Dal 23 dicembre 2021 è allenatore del Vaduz.

### Statistiche da allenatore
Statistiche aggiornate al 9 dicembre 2024. In grassetto le competizioni vinte.
| Stagione             | Squadra              | Campionato           | Campionato | Campionato | Campionato | Campionato | Coppe nazionali | Coppe nazionali | Coppe nazionali | Coppe nazionali | Coppe nazionali | Coppe continentali | Coppe continentali | Coppe continentali | Coppe continentali | Coppe continentali | Altre coppe | Altre coppe | Altre coppe | Altre coppe | Altre coppe | Totale | Totale | Totale | Totale | % Vittorie | Piazzamento |
| Stagione             | Squadra              | Comp                 | G          | V          | N          | P          | Comp            | G               | V               | N               | P               | Comp               | G                  | V                  | N                  | P                  | Comp        | G           | V           | N           | P           | G      | V      | N      | P      | %          | Piazzamento |
| -------------------- | -------------------- | -------------------- | ---------- | ---------- | ---------- | ---------- | --------------- | --------------- | --------------- | --------------- | --------------- | ------------------ | ------------------ | ------------------ | ------------------ | ------------------ | ----------- | ----------- | ----------- | ----------- | ----------- | ------ | ------ | ------ | ------ | ---------- | ----------- |
| lug.- nov. 2018      | Chiasso              | CL                   | 14         | 3          | 2          | 9          | CS              | 3               | 2               | 0               | 1               | -                  | -                  | -                  | -                  | -                  | -           | -           | -           | -           | -           | 17     | 5      | 2      | 10     | 29,41      | Eson.       |
| 2019-2020            | Young Boys II        | 1ª Lega              | 14         | 6          | 4          | 4          | -               | -               | -               | -               | -               | -                  | -                  | -                  | -                  | -                  | -           | -           | -           | -           | -           | 14     | 6      | 4      | 4      | 42,86      | 6°          |
| 2020-2021            | Young Boys II        | 1ª Lega              | 13         | 12         | 0          | 1          | -               | -               | -               | -               | -               | -                  | -                  | -                  | -                  | -                  | -           | -           | -           | -           | -           | 13     | 12     | 0      | 1      | 92,31      | 1° (prom.)  |
| Totale Young Boys II | Totale Young Boys II | Totale Young Boys II | 27         | 18         | 4          | 5          |                 | -               | -               | -               | -               |                    | -                  | -                  | -                  | -                  |             | -           | -           | -           | -           | 27     | 18     | 4      | 5      | 66,67      |             |
| gen.-mag. 2022       | Vaduz                | CL                   | 18         | 8          | 3          | 7          | LC              | 3               | 3               | 0               | 0               | UECL               | -                  | -                  | -                  | -                  | -           | -           | -           | -           | -           | 21     | 11     | 3      | 7      | 52,38      | Sub. 4°     |
| lug.-nov. 2022       | Vaduz                | CL                   | 16         | 2          | 7          | 7          | LC              | 2               | 2               | 0               | 0               | UECL               | 12                 | 3                  | 5                  | 4                  | -           | -           | -           | -           | -           | 30     | 7      | 12     | 11     | 23,33      | Dimis.      |
| Totale Vaduz         | Totale Vaduz         | Totale Vaduz         | 34         | 10         | 10         | 14         |                 | 5               | 5               | 0               | 0               |                    | 12                 | 3                  | 5                  | 4                  |             | -           | -           | -           | -           | 51     | 18     | 15     | 18     | 35,29      |             |
| nov. 2023-2024       | Yverdon              | SL                   | 26         | 9          | 4          | 13         | CS              | 2               | 1               | 0               | 1               | -                  | -                  | -                  | -                  | -                  | -           | -           | -           | -           | -           | 28     | 10     | 4      | 14     | 35,71      | Sub. 10°    |
| 2024-2025            | Yverdon              | SL                   | 18         | 4          | 5          | 9          | CS              | 3               | 2               | 0               | 1               | -                  | -                  | -                  | -                  | -                  | -           | -           | -           | -           | -           | 21     | 6      | 5      | 10     | 28,57      | Eson.       |
| Totale Yverdon       | Totale Yverdon       | Totale Yverdon       | 44         | 13         | 9          | 22         |                 | 5               | 3               | 0               | 2               |                    | -                  | -                  | -                  | -                  |             | -           | -           | -           | -           | 49     | 16     | 9      | 24     | 32,65      |             |
| Totale Carriera      | Totale Carriera      | Totale Carriera      | 119        | 44         | 25         | 50         |                 | 13              | 10              | 0               | 3               |                    | 12                 | 3                  | 4                  | 5                  |             |             |             |             |             | 144    | 57     | 29     | 58     | 39,58      |             |

## Palmarès

### Competizioni nazionali
- Coppa del Liechtenstein: 1

Vaduz: 2021-2022